# Anya Seton
Anya Seton (1906-1990) var en amerikansk författare till romantiska historiska romaner. Mest berömd är romanen Katherine om Katherine Swynford.
Anya Seton var dotter till Ernest Thompson Seton och Grace Gallatin Seton Thompson. Både fadern och modern var författare.

## Böcker översatta till svenska
- Det hände på Dragonwyck (översättning Sten Söderberg, B. Wahlström, 1945) (Dragonwyck)
- Förtrollad glöd (översättning Sten Söderberg, B. Wahlström, 1946) (The turquoise)
- Katherine (översättning Lisbeth och Louis Renner, Bonnier, 1955) (Katherine)
- En okuvlig kvinna (översättning Margareta Ångström, Bonnier, 1959) (The Winthrop woman)
- Djävulsvattnet (översättning Claës Gripenberg, Bonnier, 1963) (Devil water)
- Avalon (översättning Nils Holmberg, Bonnier, 1966) (Avalon)
- ... allt som glimmar (översättning Harriet Alfons, Bonnier, 1970) (Foxfire)